# Schrankiana
Schrankiana ist eine Gattung der Spulwürmer mit neun Arten. Sie sind Parasiten bei Amphibien.

## Merkmale
Schrankiana hat die Merkmale der Cosmocercinae. Mund und Pharynx sind ohne spezielle Kutikula-Bildungen. Der Ösophagus hat den für die Unterfamilie typischen Bau mit Pharynx, Körper, Isthmus und Bulbus mit Klappen. Der Isthmus ist sehr deutlich abgesetzt, das Corpus muskulös. Die Spicula der Männchen sind kurz und nur unwesentlich länger als das Gubernaculum. Weibchen sind monodelphisch, haben also einen unpaaren Geschlechtsapparat.

## Systematik
Das Interim Register of Marine and Nonmarine Genera weist folgende Arten aus:
- Schrankiana brasili Travassos, 1927
- Schrankiana chacoensis Elizabeth, Gonzalez & Ines-Hamann, 2014
- Schrankiana formosula Freitas, 1959
- Schrankiana freitasi Baker, 1982
- Schrankiana fuscus Baker & Vaucher, 1988
- Schrankiana inconspicata Freitas, 1959
- Schrankiana larvata Vaz, 1933
- Schrankiana schranki Travassos, 1925